# Cercy-la-Tour
Cercy-la-Tour – miejscowość i gmina we Francji, w regionie Burgundia-Franche-Comté, w departamencie Nièvre.
Według danych na rok 1990 gminę zamieszkiwało 2258 osób, a gęstość zaludnienia wynosiła 50 osób/km² (wśród 2044 gmin Burgundii Cercy-la-Tour plasuje się na 90. miejscu pod względem liczby ludności, natomiast pod względem powierzchni na miejscu 49.).